# Ipuã (ort)
Ipuã är en ort i Brasilien.   Den ligger i kommunen Ipuã och delstaten São Paulo, i den sydöstra delen av landet, 500 km söder om huvudstaden Brasília. Ipuã ligger 551 meter över havet och antalet invånare är 12 370.
Terrängen runt Ipuã är lite kuperad. Närmaste större samhälle är Guará, 19,6 km öster om Ipuã.
Trakten runt Ipuã består till största delen av jordbruksmark. Runt Ipuã är det ganska glesbefolkat, med 42 invånare per kvadratkilometer.